# Floema

Sezione trasversale del fusto di una pianta di lino:
1. Midollo
2. Protoxilema
3. Metaxilema
4. Floema
5. Sclerenchima
6. Corteccia
7. Epidermide

Nelle piante vascolari, il floema (o libro) è un complesso di tessuti viventi con una triplice funzione: trasporto o conduzione, riserva e sostegno. Vengono trasportati composti organici solubili prodotti durante la fotosintesi, in particolare il saccarosio.
Negli alberi, il floema è lo strato più interno della corteccia, da cui deriva il nome, che proviene dalla parola greca per corteccia, φλοιός (Floios). Il termine fu introdotto da Nägeli nel 1858.
A differenza delle cellule xilematiche, quelle del floema sono vive a maturità (ad eccezione degli elementi sclerenchimatici), sebbene manchino di alcuni importanti organuli quali il nucleo, l'apparato del Golgi, il citoscheletro ed i ribosomi. Inoltre, le pareti cellulari non presentano lignificazione e sono dotate di aree porose rivestite di callosio per permettere la connessione citoplasmatica tra una cellula e l'altra.

## Struttura

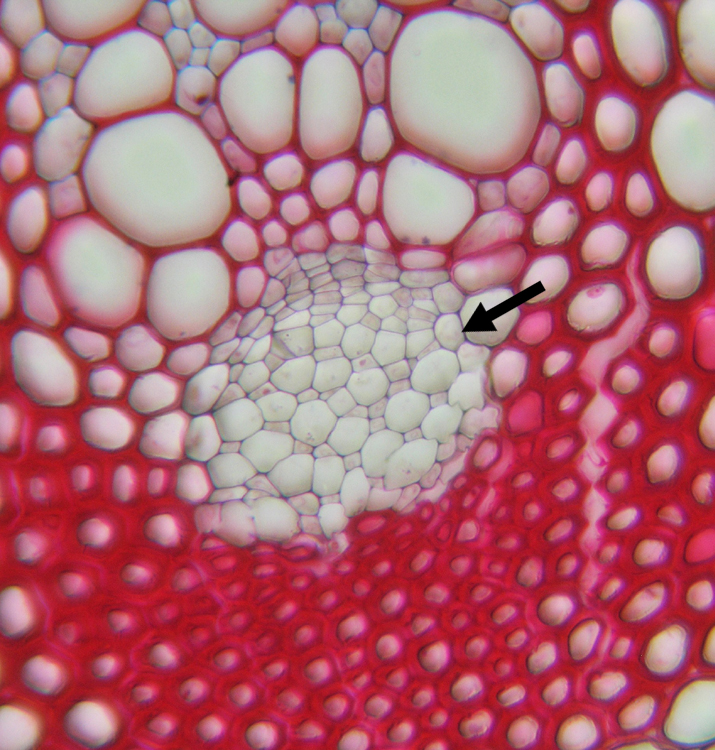
Floema primario del fusto di una Angiosperma

Gli elementi costitutivi del floema sono:
- gli elementi cribrosi
- le cellule compagne (nelle Angiosperme) o le cellule albuminose (nelle Gimnosperme e nelle Pteridofite).
- altri tipi cellulari (es. parenchima, fibre)

### Elementi cribrosi
Gli elementi cribrosi sono cellule responsabili del trasporto degli zuccheri in tutta la pianta. A maturità mancano di nucleo e hanno pochissimi organelli, quindi si affidano a cellule complementari o albuminose per la maggior parte dei loro bisogni metabolici. La scarsità di organelli e vacuoli facilita il movimento dei liquidi. Uno dei pochi organelli presenti a maturità è il reticolo endoplasmatico liscio, che di solito si trova addossato alla membrana plasmatica, spesso vicino ai plasmodesmi, che mettono in comunicazione queste cellule con le cellule compagne o con le cellule albuminose. Tutti gli elementi cribrosi presentano gruppi di pori alle loro estremità, che si formano da plasmodesmi modificati. I pori sono rinforzati da un polisaccaride chiamato callosio.
Gli elementi cribrosi presentano differenti caratteristiche a seconda dei gruppi sistematici delle piante:
- Le Crittogame vascolari e le Gimnosperme possiedono le cellule cribrose, in cui i pori sono molto piccoli ed uniformemente distribuiti. Le cellule cribrose sono di forma allungata con pareti celluloso pectiche, in genere sottili (ispessite nelle Pinaceae che mancano di fibre sclerenchimatiche; talvolta permane il nucleo; il tonoplasto è sempre digerito)
- Le Angiosperme presentano invece i tubi cribrosi, cellule più specializzate impilate longitudinalmente caratterizzate dalla presenza di placche cribrose, pori più grandi disposti solitamente nelle regioni terminali. Queste cellule hanno vita di qualche anno e il nucleo è completamente riassorbito

### Cellule parenchimatiche
Sono di due tipiː le cellule compagne, che si trovano nelle angiosperme, e le cellule albuminose, tipiche delle gimnosperme e delle altre piante non a fiore. Alcune cellule parenchimatiche all'interno del floema sono indifferenziate e vengono utilizzate come siti di riserva energetica.
Le cellule compagne sono cellule parenchimatiche strettamente associate agli elementi dei tubi cribrosi. A differenza degli elementi cribrosi veri e propri, queste cellule mantengono tutti gli organelli cellulari. Svolgono un ruolo di primaria importanza nelle attività di traslocazione, fornendo energia agli elementi cribrosi per il trasporto attivo della linfa. Il citoplasma delle cellule compagne è collegato agli elementi cribrosi mediante plasmodesmi. Le cellule compagne possono essere ordinarie, caratterizzate da pareti lisce e poche o nessuna connessione plasmodiale a cellule diverse dagli elementi cribrosi; oppure cellule di trasporto, che hanno pareti ripiegate e di conseguenza una superficie di scambio più ampia che consente la connessione anche con cellule diverse dagli elementi cribrosi.

### Cellule di supporto
Sebbene la sua funzione principale sia il trasporto degli zuccheri, il floema contiene anche cellule che hanno funzione di supporto meccanicoː fibre e sclereidi. Entrambi questi tipi di cellule hanno una parete cellulare secondaria e sono morte a maturità. Le fibre sono cellule lunghe e strette che forniscono resistenza alla tensione e flessibilità. Si trovano anche nello xilema e sono il componente principale di molti materiali come carta, lino e cotone. Le sclereidi hanno forma irregolare, aumentano la forza di compressione, e hanno meno flessibilità.

## Funzioni
Il floema ha la funzione di trasportare la linfa, di riserva energetica e sostegno. La linfa è una soluzione a base d'acqua, ricca di zuccheri provenienti dalla fotosintesi. La conduzione è affidata al tessuto cribroso che trasferisce la linfa zuccherina dall'area di produzione, come ad esempio la foglia matura, ad una regione che richiede gli zuccheri per la propria crescita (radici, semi, frutti) o ad una zona di accumulo (ad es. tuberi, la radice della barbabietola o il fusto della canna da zucchero). Tale processo di trasporto è detto traslocazione. Il movimento è attivo: implica cioè un dispendio energetico, e può avvenire in tutte le direzioni. Le sostanze elaborate entrano negli elementi cribrosi nei punti di produzione mediante pompe molecolari del plasmalemma e altre pompe analoghe provvedono a riversarle alle cellule nei punti di utilizzo. La velocità del flusso è da 10 a 100 cm/h.
La riserva è rappresentata da cellule parenchimatiche. Il sostegno è rappresentato da fibre sclerenchimatiche (dette extraxilari). 

### Scortecciamento
Nella maggior parte delle piante i tubi del floema si trovano all'esterno dello xilema, per questo certi alberi e piante possono essere uccisi rimuovendo un anello di corteccia sul tronco o sul gambo. Con il floema distrutto, i nutrienti non possono raggiungere le radici e la pianta morirà.  Questo processo può essere utilizzato per scopi agricoli, ad esempio, per produrre frutti e verdure di notevoli dimensioni. Viene tagliato un anello di corteccia alla base di un grosso ramo, da cui vengono rimossi tutti i frutti tranne uno. Gli zuccheri prodotti dalle foglie su quel ramo non possono accumularsi in altre zone della pianta, e portano il frutto ad espandersi oltre le dimensioni normali.

### Origine
Il floema può avere due origini:
- primaria: origina dalla differenziazione del procambio (meristema primario). Si può ulteriormente distinguere in protofloema e metafloema.
- secondaria: origina dalla differenziazione del cambio cribro-vascolare (meristema secondario) e si trova nelle strutture secondarie degli organi.